# Maroszek wz. 35

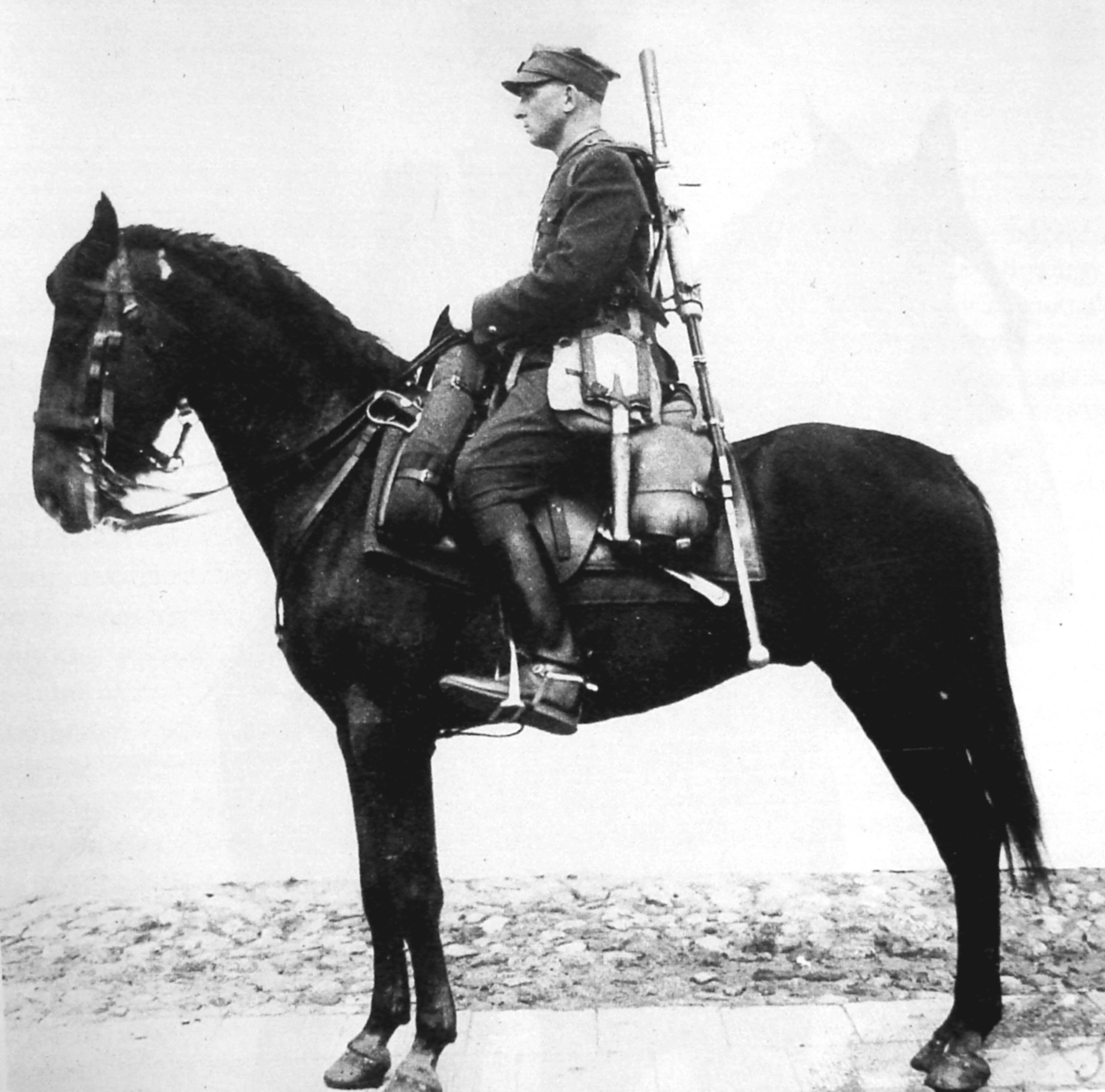
Ulano polonês com fuzil antitanque wz. 35. Instrução militar publicada em Varsóvia em 1938.

O karabin przeciwpancerny wz. 35 (abreviado como kb ppanc wz. 35) é um fuzil antitanque polonês de 7,92 mm que foi usado pelas Forças Armadas da Polônia durante a invasão da Polônia em 1939 na Segunda Guerra Mundial e, posteriormente, por vários exércitos do Eixo. Foi designado wzór 35 devido ao seu ano de projeto, 1935. Também era conhecido pelo codinome "Uruguai", em homenagem ao país (kb Urugwaj ou kb Ur) e pelo nome de seu projetista, Józef Maroszek.

## Arma secreta
A arma era um projeto ultrassecreto do Exército Polonês e também era conhecida por vários codinomes. Até a mobilização em 1939, os fuzis prontos para o combate eram mantidos em caixas lacradas com os dizeres: "Não abrir! Equipamento de vigilância A.R." ou "Equipamento óptico". Outro nome falso do fuzil era "Uruguai" (em polonês/polaco:  Urugwaj) ou Ur, abreviado, o país para o qual o "equipamento de vigilância" supostamente era exportado. Esse nome, no entanto, nunca foi usado por soldados em campo e foi popularizado em publicações do pós-guerra. O sigilo era eficiente e nem a inteligência alemã nem a soviética tinham conhecimento de um fuzil antitanque relativamente numeroso. Acreditava-se amplamente na literatura do pós-guerra que o sigilo absoluto impedia o uso da maioria dos fuzis. Pesquisas mais recentes, no entanto, comprovam que a maioria dos fuzis distribuídos às unidades era usada em combate. Em 15 de julho de 1939, foi emitida uma ordem para apresentar o fuzil a grupos selecionados de atiradores juramentados de todas as unidades de infantaria e cavalaria, com um breve treinamento. Estima-se que cerca de 2.100 atiradores tenham sido treinados naquela ocasião. O fuzil em si era simples de operar e não muito diferente de um fuzil Mauser padrão, e havia um manual em cada caixa.
Após a queda da Polônia, o exército alemão capturou um grande número de kb ppanc wz. 35 e deu-lhe a designação "Panzerbüchse 35 (polnisch)" (abreviado como "PzB 35(p)"). O exército italiano posteriormente recebeu 800 das armas capturadas, designando-as como "fucile controcarro 35(P)". Ambos os nomes podem ser traduzidos aproximadamente como "fuzil antitanque modelo 1935 (polonês)".
No início de 1940, um dos fuzis, com a coronha e o cano serrados, foi contrabandeado da Polônia através das Montanhas Tatra para a Hungria, para os Aliados, por Krystyna Skarbek e outros mensageiros poloneses. No entanto, o fuzil nunca entrou em serviço com os Aliados. Os desenhos e especificações foram destruídos pelos poloneses quando ficou claro que a derrota era inevitável.

## Descrição
Assemelhava-se a um fuzil com um cano mais longo que o normal, sustentado por um bipé na parte frontal da coronha de madeira. Era um fuzil de ação por ferrolho estilo Mauser, alimentado por um carregador fixo com capacidade para 4 cartuchos. O cano tinha um freio de boca para limitar o recuo. Absorvia cerca de 65% da energia do tiro, e o recuo era comparável ao de um fuzil Mauser padrão, embora o cartucho carregasse mais que o dobro da quantidade de propelente. Tinha miras de ferro fixas para um alcance de 300 metros.
Ao contrário dos fuzis antitanque contemporâneos, não possuía punho de pistola e disparava um projétil com núcleo de chumbo em vez de um projétil perfurante com núcleo duro. O projétil, com revestimento metálico completo, pesava 14,579 g e, devido à alta velocidade de saída, era eficaz mesmo em ângulos curtos, pois, em vez de ricochetear, o projétil "grudava" na blindagem e perfurava um orifício de aproximadamente 20 mm de diâmetro. A energia cinética calculada, por tiro, antes do freio, era de cerca de 11.850 J. A alta energia era devida ao cano relativamente longo e à pólvora nitro, proporcionando uma velocidade de saída de 1.275 m/s.

## História

### Antecedentes
No final da década de 1920, o Estado-Maior Polonês buscava uma arma antitanque leve para a infantaria polonesa. Em 1931, o Dr. Tadeusz Felsztyn, major da Escola Central de Fuzis de Toruń, teve a ideia de um cartucho antitanque de alta velocidade e baixo calibre, inspirado por relatos de novos cartuchos de caça Halger alemães, projetados por Hermann Gerlich. Testes de um fuzil Halger de 7,1 mm adquirido em outubro de 1931 mostraram que a ideia era promissora.
O Departamento de Armamento do Estado-Maior ordenou o início imediato das obras nas Fábricas Estatais de Armamento (Państwowa Wytwórnia Uzbrojenia) em Varsóvia e em uma fábrica estatal de pólvora em Pionki. Inicialmente, previa-se que o calibre final seria de 10 a 13 mm, com uma velocidade de saída superior a 1.000 metros por segundo. Um projeto experimental de 1932 do Capitão Edward Kapkowski, disparando cartuchos 7,92×92 a partir de um cano de fuzil Mauser, não obteve sucesso, mas demonstrou que um calibre de fuzil era suficiente para perfurar placas de blindagem. O trabalho em equipe foi coordenado pelo Tenente-Coronel Tadeusz Felsztyn, do Instituto de Pesquisa de Armamento de Varsóvia. Após uma série de testes, um novo cartucho 7,92×107 DS foi proposto.

### Munição

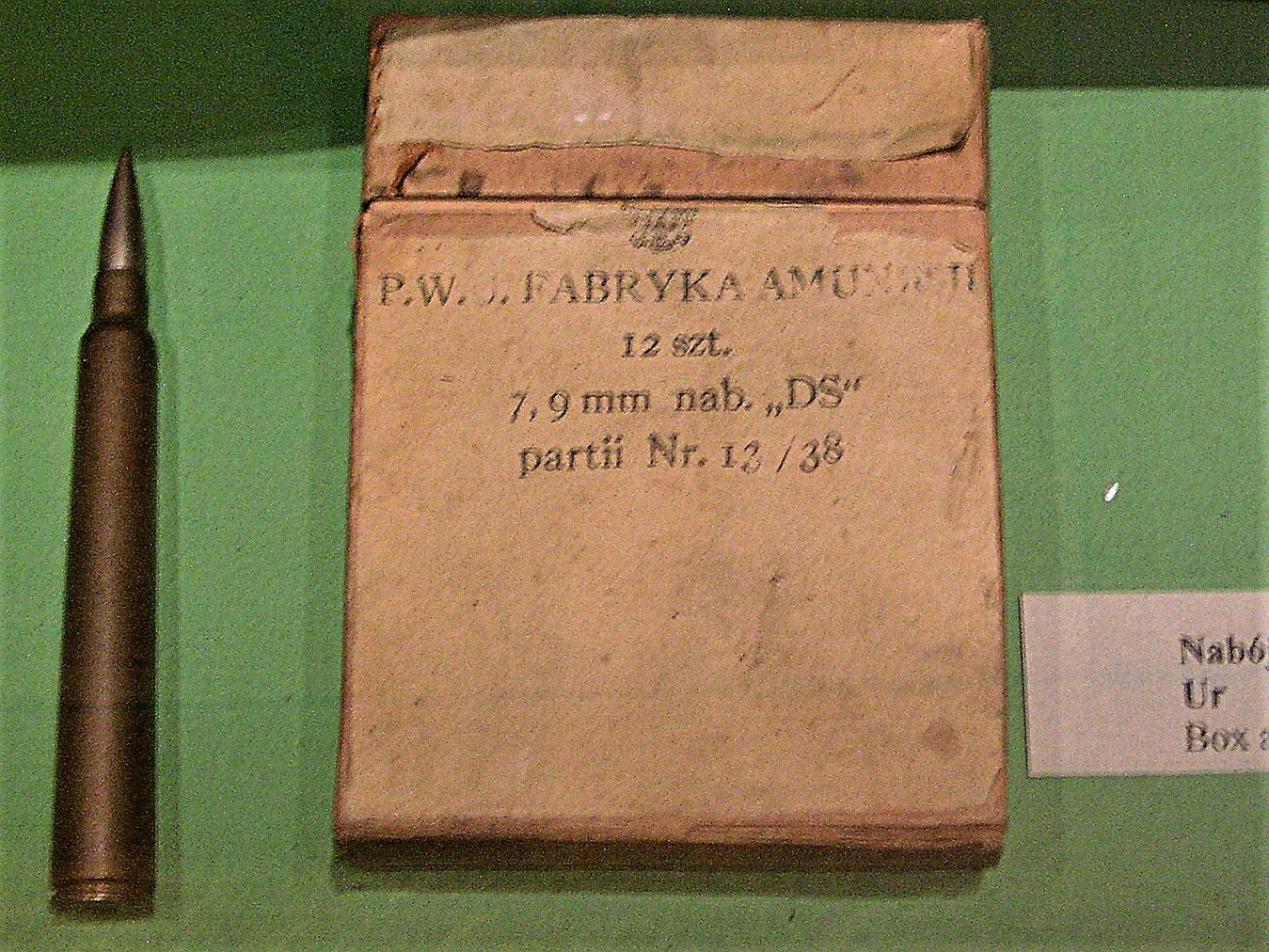
Cartucho antitanque 7,92mm DS (esquerda). A caixa (direita) continha 12 cartuchos.

A munição DS foi originada do cartucho padrão de 7,92×57mm, usado tanto pelo fuzil Mauser 1898 (wz. 98) quanto por sua variante polonesa, o karabinek wz. 29. O comprimento do cartucho foi estendido para 131,2 milímetros e o peso total passou a ser de 64,25 gramas. Após uma série adicional de testes, o estojo de cobre do cartucho foi substituído por um estojo de latão (67% cobre/23% zinco).
As propriedades de destruição de blindagem do projétil não se deviam à penetração, ou seja, à perfuração do núcleo através da blindagem como um penetrador típico, mas sim ao impacto do projétil contra a placa, transferindo energia cinética para o metal. O resultado era que a bala causava estilhaços no interior da placa de blindagem, idealmente ejetando um fragmento de aproximadamente 20 mm de diâmetro da superfície interna da blindagem em alta velocidade, que então ricocheteava pelo interior, com a esperança de matar a tripulação e/ou danificar equipamentos ou motores (o que é semelhante em conceito aos modernos projéteis antitanque HESH, embora menos potentes). Devido à física do estilhaçamento, o tamanho desse estilhaço era maior do que o calibre real do fuzil e, teoricamente, poderia causar mais danos ricocheteando dentro do veículo do que o próprio projétil, caso o penetrasse. A desvantagem era que, como o projétil em si não foi projetado para penetrar, ele não podia ser preenchido com um componente incendiário e usado para incendiar tanques de combustível, ou preenchido com gás lacrimogêneo (como o usado pelo cartucho alemão similar de fuzil antitanque 7,92×94mm Patronen), que tinha como objetivo forçar a tripulação a evacuar, ou pelo menos reduzir significativamente sua eficácia em combate, mesmo que ninguém fosse atingido pelo projétil.
O fuzil antitanque soviético PTRD 14,5×114mm também usava um ferrolho baseado no fuzil Mauser Gewehr 98, já que esse projeto é lendário por sua resistência e simplicidade e se tornou o mais amplamente adotado e copiado de todos os tempos. O wz. 35 é inspirado no fuzil antitanque TuF de 13,2mm, também um fuzil G98 ampliado. A principal diferença é que, enquanto o TuF e o PTRD eram calibrados com uma munição de grande calibre, o wz. 35 usava um estojo de cartucho superdimensionado acoplado a uma bala de calibre de fuzil de 8mm, proporcionando velocidade muito alta em detrimento do poder de impacto. O Panzerbüchse 39 também usava um projétil de 8mm, mas com um estojo de cartucho Mauser de 8mm de tamanho maior, conhecido como 7,92×94mm Patronen, e uma bala especial com núcleo de aço para ferramentas.

### Fuzil

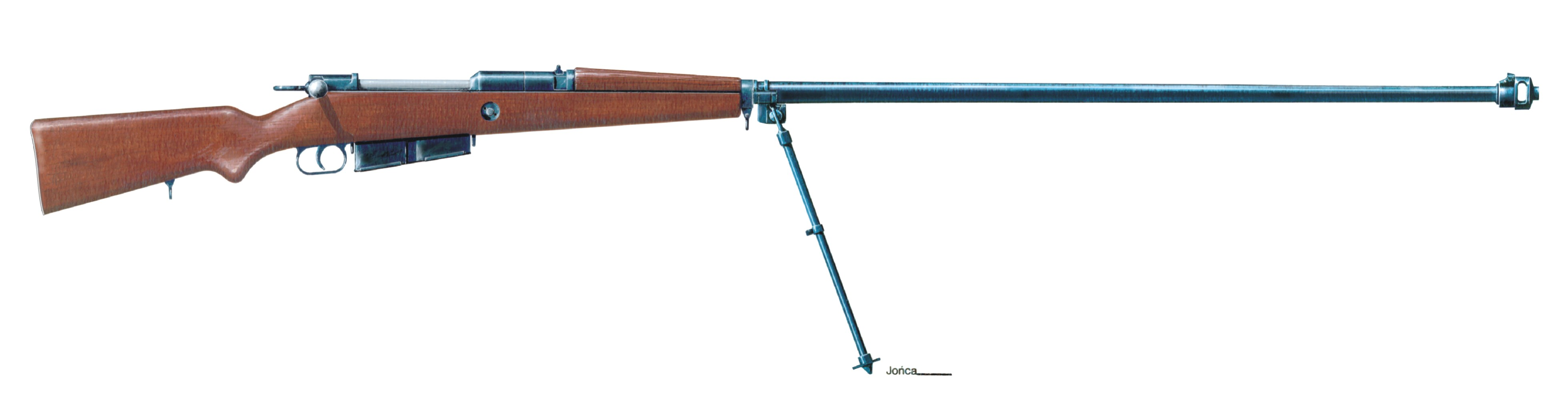
Fuzil antitanque wz. 35

Simultaneamente ao desenvolvimento da munição, um jovem graduado da Universidade Técnica de Varsóvia, Józef Maroszek, recebeu a incumbência de projetar um fuzil antitanque. Em 1º de agosto de 1935, o Comitê de Equipamentos e Armamento encomendou oficialmente o fuzil e, em outubro, os primeiros testes da nova arma começaram.
O fuzil foi baseado em seu projeto de tese, o Karabinek KP-32, que era um Mauser Gewehr 98 retrabalhado e simplificado, com a ação ampliada para suportar a maior pressão e o comprimento do novo cartucho, além de um cano significativamente alongado. Os primeiros testes realizados em Brześć e Pionki mostraram que a nova arma era capaz de penetrar uma chapa de aço de 15 mm a uma distância de 300 metros, com resultados semelhantes contra chapas de aço em ângulo. Inicialmente, o cano suportava apenas cerca de 30 tiros, após os quais teve que ser substituído por um novo. No entanto, essa desvantagem foi logo corrigida e o protótipo final pôde disparar aproximadamente 300 tiros. O comitê aceitou o novo projeto em 25 de novembro de 1935 e, em dezembro, o Ministério de Assuntos Militares ordenou a entrega de 5 fuzis, 5.000 cartuchos e um conjunto de canos sobressalentes para testes adicionais.
Após os testes realizados pelo Centro de Treinamento de Infantaria em Rembertów comprovarem a eficácia e a confiabilidade do kb ppanc wz. 35, o Ministério encomendou a entrega de 7.610 fuzis ao Exército Polonês até o final de 1939. Não se sabe ao certo quantos fuzis foram realmente produzidos, mas estima-se que mais de 6.500 foram entregues até setembro de 1939.

### Uso

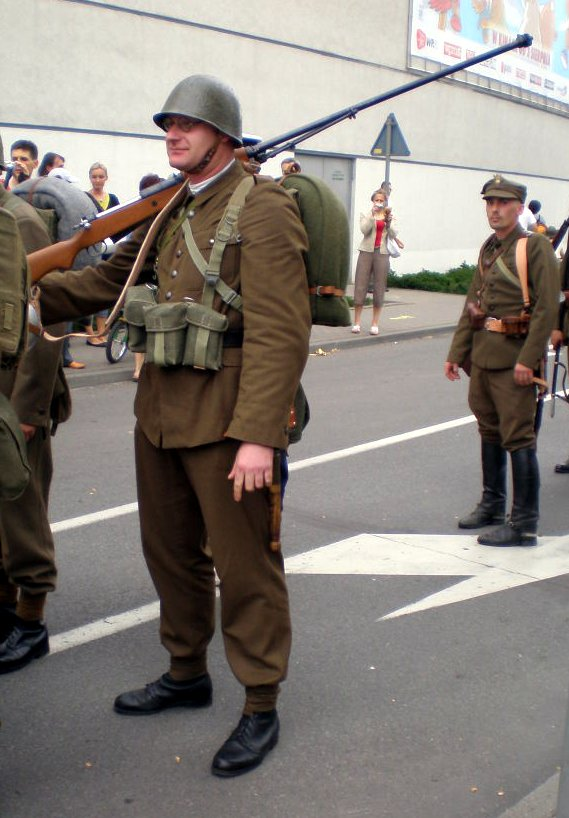
Reencenação militar de 2007 em Gdynia. Soldado polonês com fuzil antitanque.

O fuzil era a principal arma antitanque de um pelotão de infantaria. Cada companhia de infantaria e esquadrão de cavalaria deveria ser equipado com três fuzis, cada um operado por uma equipe de dois soldados. Equipes antitanque adicionais seriam criadas posteriormente. Embora a arma tenha sido introduzida sucessivamente nas unidades, ela permaneceu em segredo absoluto. Os fuzis eram mantidos em caixas de madeira fechadas, cada uma marcada com um número e um aviso "Não abrir; equipamento de vigilância". As equipes eram treinadas em instalações militares secretas pouco antes da guerra, começando em julho de 1939, e tinham que jurar preservar o segredo (uma abordagem semelhante ao conceito alemão da Wunderwaffe). Durante uma mobilização, a partir de 28 de agosto de 1939, foi ordenado que fossem entregues fuzis às unidades e que fossem treinados soldados adicionais, ainda em segredo.
O fuzil era carregado pelo líder da equipe de fuzileiros de dois homens em uma alça. O outro membro do pelotão era seu ajudante e lhe dava cobertura enquanto ele recarregava. A arma era geralmente disparada de bruços, apoiada, com o bipé preso ao cano. No entanto, também podia ser usada em outras posições, como de bruços, sem apoio e agachada. O alcance efetivo era de 300 metros e a arma era eficaz contra qualquer tanque alemão da época, incluindo o Panzer III e o Panzer IV. Podia penetrar todos os veículos com blindagem leve em qualquer alcance. Podia penetrar 15 mm de blindagem, com inclinação de 30° a 300 m de distância, ou 33 mm de blindagem a 100 m.

### Panzerbüchse 35(p)

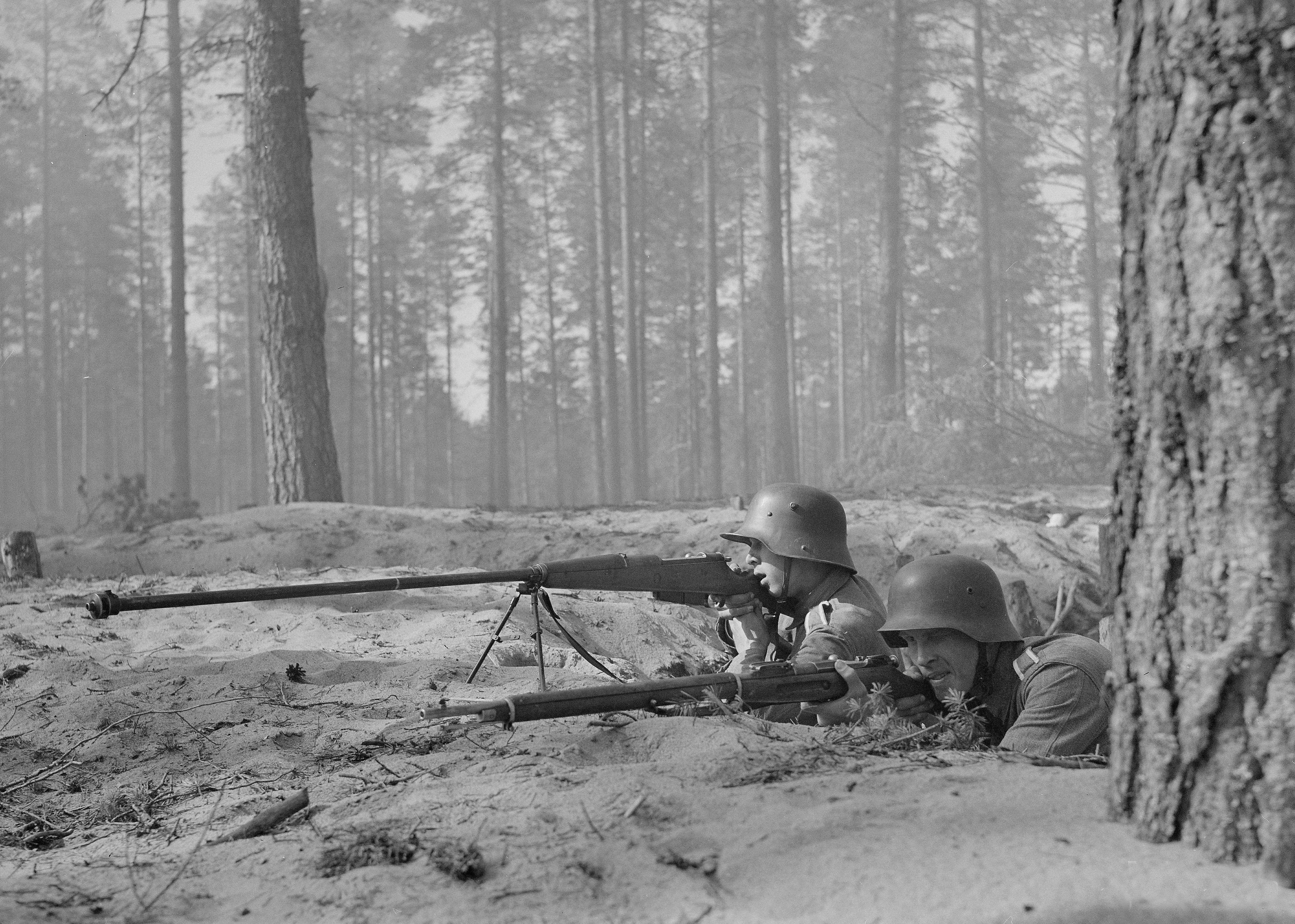
Soldados finlandeses com wz. 35 em 1942.

O karabin przeciwpancerny wz. 35 foi amplamente utilizado durante a Campanha Polonesa pela maioria das unidades polonesas. Após a invasão da Polônia pela Alemanha e pela União Soviética, um grande número da arma foi capturado. Em 1940, a Alemanha havia colocado 800 unidades em serviço como Panzerbüchse 35 (polnisch) (PzB 35(p)) e, posteriormente, PzB 770(p), e acelerou o desenvolvimento de seu próprio fuzil antitanque simplificado, o Panzerbüchse 39 (PzB 39), de tiro único. A Alemanha substituiu parte da munição polonesa DS capturada por suas próprias balas de 7,92 mm com núcleo de aço temperado.
A Hungria confiscou alguns desses fuzis das forças polonesas retiradas para o território magiar. A Finlândia comprou 30 deles em março de 1940, mas eles chegaram após o fim da Guerra de Inverno. Eles tiveram um desempenho ruim durante a Guerra da Continuação e foram usados para treinamento.
Em 1941, a Alemanha transferiu o PzB 35(p) para as forças armadas italianas, que os usaram em combate sob a designação Fucile Controcarro 35(P) até o final da Segunda Guerra Mundial. O Exército Alemão recapturou alguns desses fuzis após o Armistício de Cassibile e os designou como PzB 770(i).

## Operadores
- Segunda República Polonesa – Fuzil antitanque padrão do final da década de 1930.
  -  Exército Nacional e Resistência Polonesa – Pelo menos 25 cópias de fuzis antitanque wz. 35 foram recuperadas pelo Exército Nacional após serem enterradas em antecipação à capitulação polonesa. É provável que apenas algumas delas estivessem operacionais após a recuperação devido à preservação inadequada.[5]
- Alemanha Nazista – Capturado como PzB 35(p) e posteriormente renomeado como PzB 770(p). Algumas cópias foram adquiridas na Itália após o Armistício de Cassibile e designadas como PzB 770(i).
- Reino da Itália – Aproximadamente 800 cópias compradas da Alemanha em 1941, como fucile controcarro 35(P).
- Finlândia – Usado sob a designação 8 mm pst kiv/38.
- Reino da Hungria – Número desconhecido confiscado das forças polonesas em retirada para a Hungria. Provavelmente não operacional; pelo menos 30 foram vendidos para a Finlândia.[4]
- Reino da Romênia[4]
- União Soviética – Capturados durante a invasão soviética da Polônia Oriental em 1939, é improvável que tenham entrado em ação no serviço soviético, mas foram usados no desenvolvimento do PTRD-41 feito por Vasily Degtyaryov.

## Fuzis sobreviventes
Há pelo menos três no Reino Unido. Um está em exposição na Polônia, no Museu do Exército Polonês de Varsóvia; outro está localizado no Museu do Armamento na Cidadela de Poznań; outro está no Museu da Segunda Guerra Mundial em Gdansk; e um está no Memorial de Guerra Australiano em Camberra. O Museu das Forças Armadas Norueguesas abriga vários exemplares do wz. 35.